# Congrès des princes

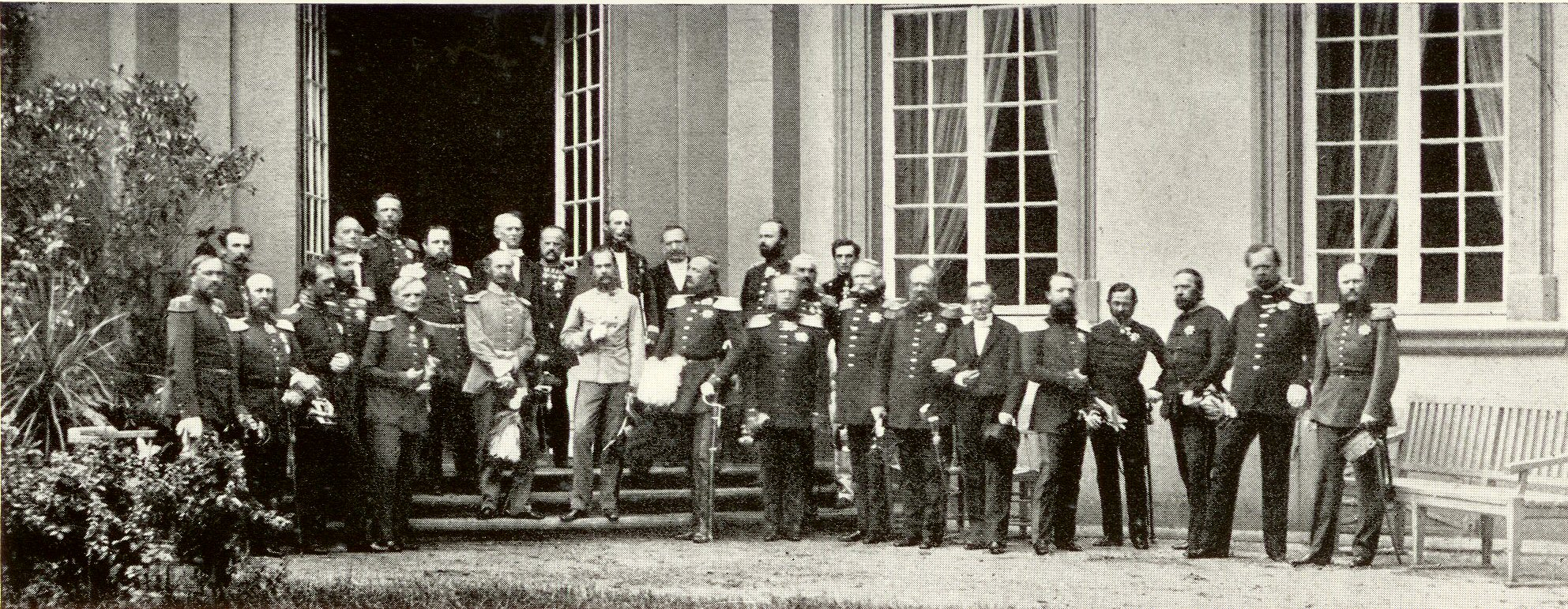
Photo de groupe des participants devant le Palais Thurn und Taxis

Le Congrès des princes de Francfort (Frankfurter Fürstentag) est le nom de la réunion des princes allemands qui s'est tenue du 17 août au 1er septembre 1863 et qui devait décider d'une réforme de la fédération germanique.
La séance d'ouverture a eu lieu le 16 août à Francfort-sur-le-Main à l'invitation de l'empereur d'Autriche François-Joseph. L'ordre du jour contient le projet autrichien de réformer la Confédération germanique et l'ambition d'hégémonie prussienne.
Bismarck s'était efforcé de convaincre le roi de Prusse Guillaume Ier de rester éloigné du congrès et ainsi laisser l'échec du congrès aux Autrichiens. Les autres États participants ne voulant en effet pas prendre position sans connaître la position de la grande puissance prussienne, le congrès est ajourné.